# Don't Lose Your Cool
Don't Lose Your Cool е осмият студиен албум на Албърт Колинс, издаден през 1983 г. от Алигейтър Рекърдс.

## Списък на песните
- Get to Gettin' (Биг Уолтър Прайс) – 3:12
- My Mind Is Trying to Leave Me (Пърси Мейфийлд) – 7:42
- Broke (Колинс) – 4:12
- Don't Lose Your Cool (Колинс) – 4:39
- When a Guitar Plays the Blues (Колинс) – 5:12
- But I Was Cool (Оскар Браун – младши) – 3:09
- Meltdown (Колинс) – 4:03
- Ego Trip (Колинс) – 4:32
- Quicksand (Гитар Слим) – 3:28